# Pușcă cu levier
O pușcă cu levier este o armă de foc ce folosește un levier situat în preajma gărzii trăgaciului (de multe ori unit cu aceasta), pentru a introduce un nou cartuș în chiulasa țevii când acesta este acționat. Una dintre cele mai cunoscute puști cu levier este Pușcă Winchester, dar mai mulți fabricanți de arme - în special Marlin și Savage - au produs puști cu levier. Chiar dacă denumirea de pușcă cu levier se referă în general la o pușca cu repetiție, uneori este folosită în mod eronat pentru a descrie diverse puști de un singur foc cu închizător culisant care folosesc un levier pentru a fi reîncărcate, ca de exemplu Martini-Henry sau Ruger No. 1.

## Istorie

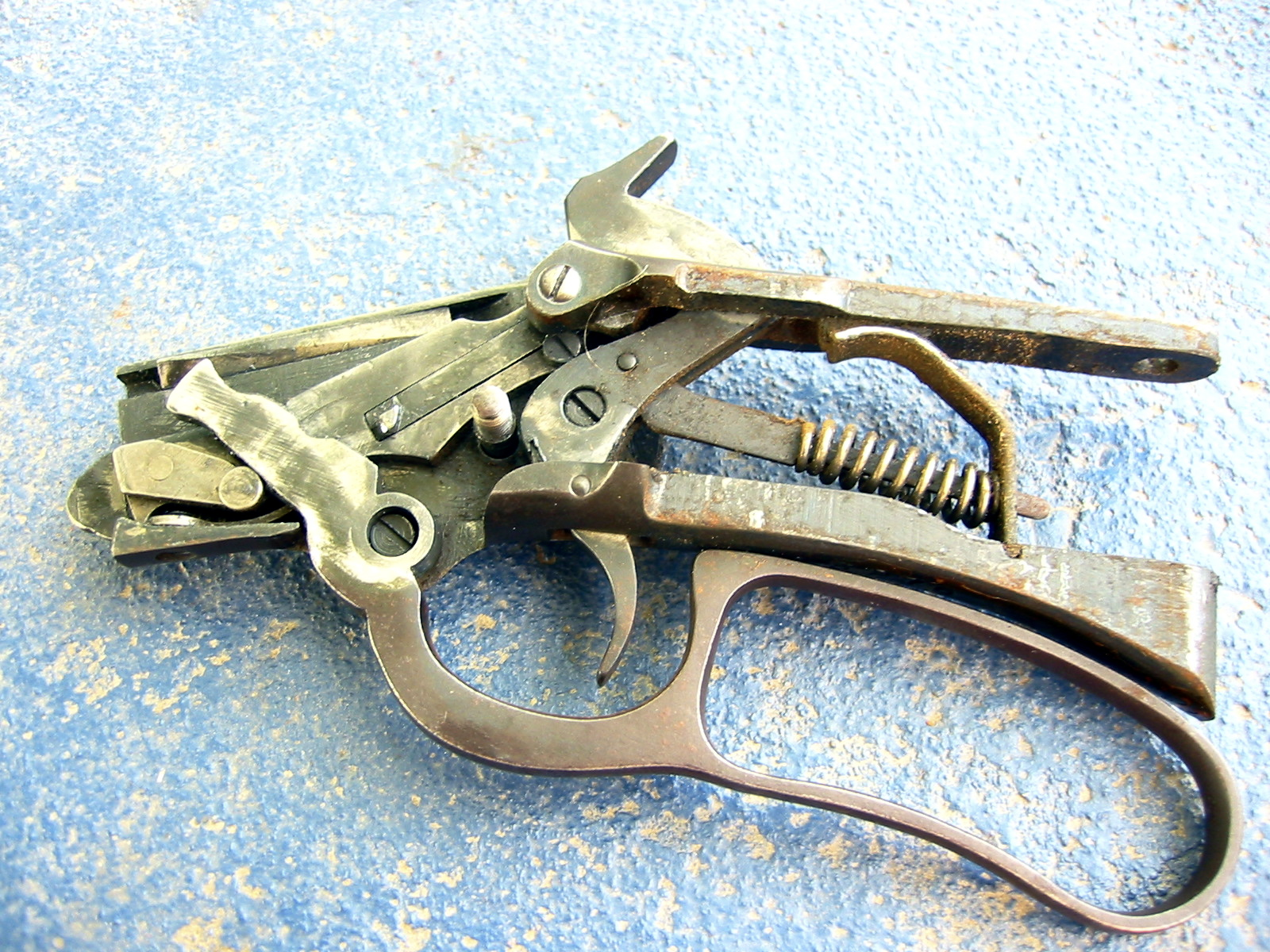
Interiorul cutiei de mecanisme a unei puști Marlin 39A.

Primul model remarcabil de pușcă cu levier a fost pușca Spencer, care avea un încărcător și fusese concepută de către Christopher Spencer în 1860. Încărcătorul ei era tubular și demontabil, cu o capacitate de 7 cartușe, ce permitea tragerea lor în serie și se schimba cu altul plin când se golea. S-au produs peste 20000 de puști Spencer, a fost adoptată de către Armata Statelor Unite ale Americii și folosită în Războiul Civil American, fiind prima pușcă ce folosea un încărcător demontabil adoptată de către forțele armate ale unei țări.
În comparație cu alte modele ulterioare, levierul primelor puști Spencer doar servea pentru a deschide închizătorul culisant, a extrage tubul gol și să introducă în chiulasă un nou cartuș din încărcător; nu arma pușca, deci ciocanul trebuia armat după acționarea levierului pentru a putea trage. Pușca Henry, inventată de către Benjamin Tyler Henry, un armurier care lucra pentru Olin Winchester în 1860, folosea un ciocan alineat cu zăvorul în locul uzualului ciocan lateral a puștilor cu încărcare pe țeavă, care se arma când zăvorul puștii mergea înapoi. La pușca Henry s-a relocat încărcătorul tubular sub țeavă, în loc să fie înăuntrul patului, o tendință care de atunci a continuat în majoritatea armelor cu încărcător tubular.
Puștile cu levier au fost adesea folosite de către trupe neregulate în Războiul Civil Spaniol la sfârșitul aniilor 1930. De obicei erau puști Winchester sau copiii spaniole al acesteia.
John Marlin, fondatorul alei Marlin Firearms Company din New Haven, Connecticut, a introdus pe piață prima pușcă cu levier produsă de firma lui ca Marlin Model 1881. Sucesoarea ei a fost pușca Marlin Model 1894, care încă este produsa în ziua de azi.
Spre deceniul lui 1890, puștile cu levier obținuseră forma ce le va caracteriza timp de peste un secol. Atât Marlin ca și Winchester au produs noi puști cu levier în 1894. Pușca Marlin încă se află în producție, dar producția puștii Winchester Model 1894 a fost sistată în 2006. Chiar dacă ambele puști seamănă între ele, au mecanisme diferite; pușca Marlin are un mecanism cu o singură etapă, iar mecanismul puștii Winchester este de două etape. Modul său de funcționare este ușor de observat când se acționează levierul unei Winchester, deoarece tot grupul levier-garda trăgaciului coboară și deblochează zăvorul, care merge înapoi pentru a ejecta tubul gol.
Firma Savage Arms Company a devenit foarte cunoscută după dezvoltarea popularei puști cu levier și ciocan intern Savage Model 99, de calibru 7,62 mm (.30). Primele două modele anterioare și diverse copiii ale acestora, au format marea parte a puștilor cu levier produse de către această firmă, dar neobișnuitul cartuș .303 Savage (nu este interschimbabil cu cartușul militar .303 British) a erodat gradual popularitatea puștii Model 99 și s-a sistat producția ei.
În date mai recente, firma Sturm Ruger and Company a introdus mai multe puști cu levier noi în anii 1990. Un fapt ieșit din comun, deoarece majoritatea puștilor cu levier datează de înainte de cel de Al Doilea Război Mondial, când nu erau disponibile puști semiautomatice fiabile în număr mare.     

### Puști de alice cu levier
Primele încercări de a obține puști de alice cu repetiție s-au bazat în principal pe modele cu zăvor sau cu levier, inspirate de către puștile de repetiție ale epocii.
Prima pușca de alice cu repetiție care a avut succes a fost pușca cu levier Winchester Model 1887, concepută de către John Moses Browning în 1885 la cererea firmei Winchester Repeating Arms Company, care avea nevoie de a vinde o pușca de alice cu repetiție. Se alesese un model cu levier pentru a facilita identificarea cu marca, deoarece în acea epocă firma Winchester era cunoscută grație puștilor cu levier ce producea, în pofida contraargumentelor lui Browning, care punea accent pe faptul că un mecanism de pompă era mai adecvat pentru o pușcă de alice. La început folosea cartușe de calibrul 10 încărcate cu pulbere neagră (standardul vremii), pușca de alice Winchester Model 1901 a fost un model ulterior care folosea cartușe de calibrul 10 încărcate cu pulbere fără fum. Popularitatea puștilor de alice cu levier s-a diminuat dupa introducerea puștilor de alice cu pompă, precum pușca Winchester Model 1897, sistându-se producția ei în 1920. Replici moderne ale acestei puști sunt (sau erau) fabricate de către Norinco în China și de către ADI Ltd. în Australia, iar firma Winchester a continuat să producă Modelul 9410, o pușcă Winchester Model 1894 care folosea cartușe cu alice de calibrul .410, până în anul 2006.    

## Avantaje și dezavantaje
Chiar dacă puștile cu levier erau (și încă sunt) populare în rândul vânătorilor si trăgătorilor sportivi, nu au fost acceptate în mari cantități de către forțele armate. Un motiv important pentru acest refuz a fost faptul că este mai greu de tras si reîncărcat o pușcă cu levier când soldatul se află întins pe sol (în comparație cu o pușca cu zăvor). Si chiar dacă aveau o cadență de tragere mai mare (anunțuri publicitare ale vremii de la firma Winchester afirmau o cadență de două focuri pe secundă) decât o pușcă cu zăvor, în general puștile cu levier sunt reîncărcate dintr-un încărcător tubular situat sub țeavă, ceea ce limita cantitatea de muniție ce pot duce. Cartușele cu percuție centrală care au glonțuri cu vârf ascuțit tip „Spitzer”, de exemplu, pot produce explozii în interiorul unui încărcător tubular, deoarece vârful glonțului a fiecare cartuș se susține peste capsa următorului cartuș (firma Hornady produce cartușe cu glonțuri care au vârful moale pentru puști cu încărcător tubular, evitând această problemă). Încărcătorul tubular mai poate avea un impact negativ asupra armonicitățiilor țevii, limitând bătaia teoretică a puștii. Și aflându-se sub țeavă, încărcătorul tubular împinge înainte centrul de gravitație și alteră balansul puștii, ceea ce nu este apreciat de către unii trăgători. Cu toate acesta, multe puști cu levier moderne sunt în stare de a obține grupări de impacte sub 1 minut de arc, comparabile cu majoritatea puștilor cu zăvor moderne.
Din cauza marii cadențe de tragere și lungimea lor mai mică decât majoritatea puștilor cu zăvor, puștile cu levier continuă să fie arme de vânătoare populare, în special pentru distanțe mici și mijlocii în păduri, prerii sau desișuri. Puștile cu levier mai sunt folosite în număr limitat de către paznicii de penitenciar în Statele Unite, precum si de către pădurari în diverse tări ale lumii.
Un avantaj în plus asupra puștilor cu zăvor este ambidextria lor. O pușcă cu levier poate fi folosită fără probleme de către un trăgător stângaci.  

## Muniție

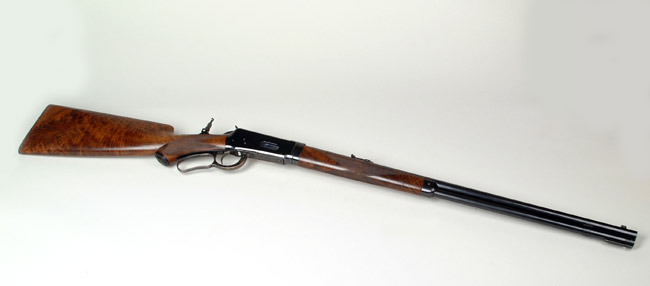
Pușcă Winchester Model 1894, ce folosește în general cartușul .30-30 Winchester.

Majoritatea puștilor cu levier nu sunt așa de rezistente precum cele cu zăvor sau semiautomatice, din acest motiv ele folosesc în general cartușe ce produc presiuni joase sau medii, ca .30-30 Winchester sau .44 Magnum, chiar dacă pușca Marlin Model 1894 este disponibilă pentru a folosi trei cartușe Magnum de înaltă presiune; pușca Winchester Model 1895, care avea un încărcător fix sub cutia de mecanisme, folosea cartușul .30-06 Springfield și alte cartușe militare puternice. Cel mai uzual cartuș este .30-30, care a fost introdus de către firma Winchester alături de pușca Model 1894. Alte cartușe comune pentru puști cu levier sunt .38 Special/.357 Magnum (calibrul 9 mm), .44 Special/.44 Magnum (calibrul 11 mm), .444 Marlin, .45-70, .45 Colt (calibrul 11,43 mm), .32-20 Winchester, .35 Remington și .22 LR (calibrul 5,5 mm). Puștile cu levier care au zăvoruri rotative (ca Browning BLR) în general sunt reîncărcate din încărcătoare demontabile ce nu sunt limitate la cartușe cu glonțuri de vârf rotund, acceptând în același timp o gamă mai mare de cartușe în comparație cu o pușcă cu levier tradițională.
Puștile de alice cu levier, precum Winchester Model 1887, foloseau cartușe de calibrul 10 sau 12 încărcate cu pulbere neagră, iar pușca Winchester Model 1901 folosea cartușe de calibrul 10 încărcate cu pulbere fără fum. Replicele moderne folosesc cartușe de calibrul 12 încărcate cu pulbere fără fum, iar pușca Winchester Model 9410 este disponibilă în calibrul .410.

## Puști cu levier
- Pușcă Winchester
- Winchester Model 1895